# Leclercera
Leclercera is een geslacht van spinnen uit de  familie van de Psilodercidae.

## Soorten
- Leclercera khaoyai Deeleman-Reinhold, 1995
- Leclercera longiventris Deeleman-Reinhold, 1995
- Leclercera machadoi (Brignoli, 1973)
- Leclercera mulcata (Brignoli, 1973)
- Leclercera nagarjunensis F. Y. Li & S. Q. Li, 2018
- Leclercera negros Deeleman-Reinhold, 1995
- Leclercera niuqu F. Y. Li & S. Q. Li, 2018
- Leclercera ocellata Deeleman-Reinhold, 1995
- Leclercera sidai F. Y. Li & S. Q. Li, 2018
- Leclercera undulata Wang & Li, 2013
- Leclercera zhaoi F. Y. Li & S. Q. Li, 2018